# Factor de creixement
El factor de creixement o GF o factor promotor de la maduració (SCF o MPF) són un conjunt de substàncies, la majoria de naturalesa proteica, que juntament amb les hormones i els neurotransmissors tenen una funció clau en la comunicació cel·lular. Són glucoproteïnes d'una família de quinases i també actuen com a mecanisme de regulació del cicle cel·lular. A l'espècie humana, Homo sapiens, está codificat pel gen KITLG (= KIT ligand) conegut també com MGF (de l'anglès mast cell growth factor) o SCF (de l'anglès stem cell factor). Actua als limfòcits T i a les línies cel·lulars d'aquests i en molts altres llinatges cel·lulars incloent els granulòcits, els megacariòcits i els precursors dels eritròcits, igual que dels macròfags. Factor soluble activat pels limfòcits T, que causa la proliferació i diferenciació de les cèl·lules B. La interleucina 4 indueix l'expressió del complex d'histocompatibilitat principal II i també als receptors Fc de les cèl·lules B. Des de la dècada de 1990 els usos terapèutics dels factors de creixement s'han anat incrementant; són usats en tractament de malalties cardiovasculars i oncològiques com ara neutropènia, síndromes mielodisplàstiques, leucèmies, anèmia aplàstica, trasplantaments de medul·la òssia o angiogènesi per malalties cardíaques.

## Característiques
La funció dels factors de creixement no només és la d'estimular la proliferació cel·lular mitjançant la regulació del cicle cel·lular iniciant la mitosi, sinó també el mantenir la supervivència cel·lular, estimular la migració cel·lular, la diferenciació cel·lular i fins i tot l'apoptosi. Els factors de creixement exerceixen la seva funció a molt baixa concentració en els líquids corporals, de l'ordre dels picograms. Actuen unint-se a receptors cel·lulars situats a la membrana cel·lular que transmeten el senyal de l'exterior a l'interior de la cèl·lula, mitjançant l'acoblament de diferents proteïna quinases que es fosforila i que activen una cascada de senyals que acaba amb l'activació d'un o diversos gens (transducció de senyals).
La funció dels factors de creixement està regulada per diferents mecanismes que controlen l'activació genètica com ara la transcripció i translació del gen del factor de creixement, la modulació d'emissió de senyal pel receptor, el control de la resposta cel·lular per molècules amb acció oposada a la resposta inicial o el control extracel·lular per la disponibilitat del factor de creixement que és atrapat en la matriu extracel·lular.
Mitjançant estudis amb cultius cel·lulars es va descobrir que els factors de creixement són transportats pel sèrum. Són produïts per gran nombre de cèl·lules i els requeriments són molt variables entre diferents cèl·lules. Perquè les cèl·lules proliferin en un cultiu és necessari l'existència de sèrum que aporti els factors de creixement i les molècules adhesives com ara la fibronectina o la vitronectina i nutritives com ara lipoproteïnes o transferrina, així com nutrients: aminoàcids, ions i molècules energètiques.

## Tipus de factors de creixement
- Factor de creixement derivat de plaquetes: PDGF
- Factor de creixement transformant beta: TGF-beta, BMPs (Proteïnes morfogenètiques de l'os)
- Factors de creixement dels fibroblasts: FGF i KGF.
- Factor de creixement epidèrmic: EGF i relacionats TGF-alfa
- Factor de creixement de l'endoteli vascular: VEGF (vascular endotelial growth factor).
- Factor de creixement insulínic tipus 1: IGF-1 insulin-like growth factor-1).
- Factor estimulant de colònies de granulòcits i macròfags: GM-CSF.
- Eritropoetina: EPO.
- Trombopoetina: TPO.
- Factor de creixement neuronal (NGF)